# Kolt, Århus

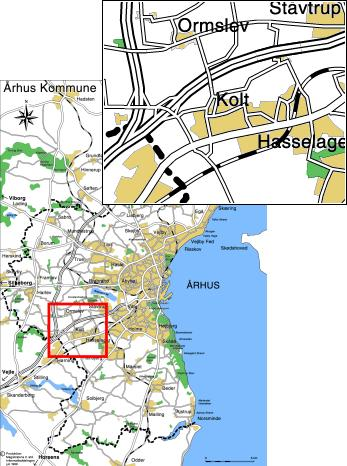
Kolts placering relativt till Århus

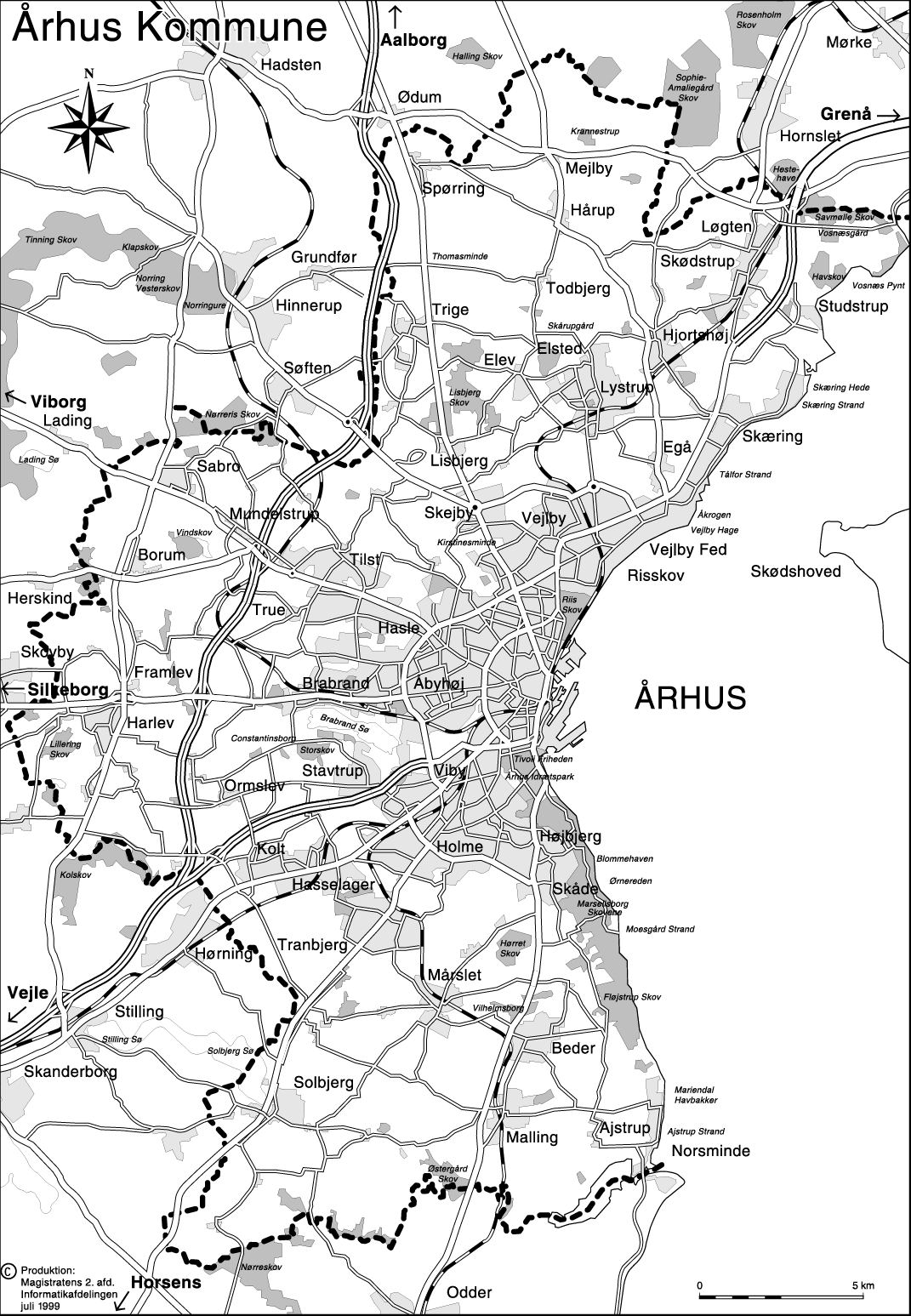
Karta över Århus kommun

Kolt är en stadsdel i Århus i Danmark. Den ligger 9 kilometer västsydväst om centrala Århus. Kolt är i praktiken sammanvuxet med Hasselager. Här bor 7 238 invånare. (2017)